# Descendents
Descendents é uma banda de punk rock de Manhattan Beach, Califórnia, subúrbio de Los Angeles.

## História
O Descendents surgiu em 1978, quando os colegas de classe Frank Navetta, David Nolte e Bill Stevenson resolveram criar uma banda. Pouco tempo depois, passando em frente a uma garagem, ouviram Tony Lombardo tocando baixo e ele logo foi convidado para participar da banda. O primeiro lançamento do Descendents  foi o melódico surf pop duplo lado A Ride the Wild/It's a Hectic World. Frank Navetta cantou "It's a Hectic World" e Tony Lombardo cantou "Ride the Wild".
Em 1980 eles acrescentaram um velho colega de escola (e o maior fã da banda) Milo Aukerman como vocalista e reapareceram como uma banda punk, transformando-se em uma das maiores bandas a desenvolver a cena em Los Angeles na época. 
O primeiro lançamento foi o EP Fat, lançado oficialmente em 1981, que continha musicas baseadas em raiva adolescente e humor goofball, tinham músicas como "My Dad Sucks" e a de somente 11 segundos "Wienerschnitzel".
O álbum do ano seguinte, "Milo Goes To College" introduziu um elemento melódico e sensível, que os diferenciou das outras bandas hardcore punk que existiam na época.
Eles cantavam sobre serem rejeitados ("I'm Not A Loser", "I Wanna Be A Bear", "Coolidge"), garotas ("Hope", "Myage", "Marriage", "Kabuki Girl"), problemas com a família ("Parents"), pescaria ("Catalina"), e outros assuntos não discutidos por outras bandas com sons parecidos. 
As letras escritas por Bill Stevenson foram um grande passo para influenciar as bandas de pop punk que iam surgir anos depois.
A banda tem suas idas e vindas porque o vocalista Milo Aukerman é pesquisador em bioquímica e vive a vida entre a vida acadêmica e a banda. Nos momentos em que a banda está inativa por causa de seu vocalista, os outros integrantes se dedicam a outra banda chamada ALL.
Em 2016, Aukerman anunciou que não seria mais pesquisador e que iria dedicar o resto de sua carreira à música.

## Discografia

### Álbuns de Estúdio
- Milo Goes to College (1982)
- I Don't Want to Grow Up (1985)
- Enjoy! (1986)
- All (1987)
- Everything Sucks (1996)
- Cool To Be You (2004)
- Hypercaffium Spazzinate (2016)
- 9th & Walnut (2021)

### EPs
- Fat (1981)
- Sessions (1997)
- 'Merican (2004)
- Spazzhazzard (2016)

### Álbuns Ao Vivo
- Liveage! (1987)
- Hallraker (1989)
- Live Plus One (2001)

### Coletâneas
- Bonus Fat (1985)
- Two Things at Once (1988)
- Somery (1991)

## Videografia
- "Kids" (1986)
- "I'm the One (1996)
- "When I Get Old" (1997)
- "Lucky" (1997)